# Hileithia ductalis
Hileithia ductalis là một loài bướm đêm trong họ Crambidae.